# Nycticorax
Nycticorax és un gènere d'ocells de la família dels ardèids. Aquests martinets de nit, s'estenen per les zones humides de gran part del món. Als Països Catalans està present l'espècie més estesa entre elles.

## Taxonomia
Se n'han descrit dues espècies vives dins aquest gènere a les que s'han afegit altres extintes en època històrica, que eren pròpies d'algunes illes de l'oceà Índic.
- martinet de nit canyella (Nycticorax caledonicus).
- martinet de nit de la Reunió (Nycticorax duboisi).
- martinet de nit de l'illa de Maurici (Nycticorax mauritianus).
- martinet de nit de Rodrigues (Nycticorax megacephalus).
- martinet de nit comú (Nycticorax nycticorax).